# Guadalajara Open WTA 2022
Il Guadalajara Open WTA 2022 è un torneo di tennis femminile giocato sui campi in cemento all'aperto. È la 1ª edizione del torneo, facente parte del WTA 1000 nell'ambito del WTA Tour 2022. Il torneo si gioca al Panamerican Tennis Center di Guadalajara in Messico dal 17 al 23 ottobre 2022. A causa dei tornei cancellati in Cina e Russia a seguito della pandemia di COVID-19, dell'invasione russa dell'Ucraina del 2022 e della accuse dell'ex tennista Peng Shuai contro Zhang Gaoli e il Partito Comunista Cinese, viene indetta la creazione di questo torneo per colmare il calendario tennistico, diventando dunque l'evento più importante che si sia mai disputato in terra messicana. 

## Partecipanti singolare

### Teste di serie
| Nazionalità | Giocatrice             | Ranking* | Testa di serie |
| ----------- | ---------------------- | -------- | -------------- |
| Spagna      | Paula Badosa           | 4        | 1              |
|             | Aryna Sabalenka        | 5        | 2              |
| Stati Uniti | Jessica Pegula         | 6        | 3              |
| Grecia      | Maria Sakkarī          | 7        | 4              |
| Stati Uniti | Coco Gauff             | 8        | 5              |
| Francia     | Caroline Garcia        | 10       | 6              |
|             | Dar'ja Kasatkina       | 11       | 7              |
|             | Veronika Kudermetova   | 12       | 8              |
| Rep. Ceca   | Barbora Krejčiková     | 14       | 9              |
| Svizzera    | Belinda Bencic         | 15       | 10             |
| Brasile     | Beatriz Haddad Maia    | 16       | 11             |
| Lettonia    | Jeļena Ostapenko       | 17       | 12             |
| Stati Uniti | Madison Keys           | 18       | 13             |
| Stati Uniti | Danielle Collins       | 19       | 14             |
|             | Ekaterina Aleksandrova | 20       | 15             |
| Rep. Ceca   | Petra Kvitová          | 21       | 16             |

* Ranking al 10 ottobre 2022.

### Altre partecipanti
Le seguenti giocatrici hanno ricevuto una wildcard per il tabellone principale:
- Eugenie Bouchard
- Fernanda Contreras Gómez
- Donna Vekić

La seguente giocatrice è entrata in tabellone tramite il ranking protetto:
- Bianca Andreescu

Le seguenti giocatrici sono entrate nel tabellone principale passando dalle qualificazioni:

- Elisabetta Cocciaretto
- Lauren Davis
- Kayla Day
- Caroline Dolehide
- Magdalena Fręch
- Linda Fruhvirtová
- Rebecca Marino
- Asia Muhammad

Le seguenti giocatrici sono subentrate in tabellone come lucky loser:
- Elina Avanesjan
- Nao Hibino
- Laura Pigossi

### Ritiri
Prima del torneo
- Amanda Anisimova → sostituita da  Sloane Stephens
- Sofia Kenin → sostituita da  Ann Li
- Anett Kontaveit → sostituita da  Anna Kalinskaja
- Petra Martić → sostituita da  Magda Linette
- Garbiñe Muguruza → sostituita da  Marta Kostjuk
- Alison Riske-Amritraj → sostituita da  Laura Pigossi
- Shelby Rogers → sostituita da  Nao Hibino
- Zhang Shuai → sostituita da  Elina Avanesjan
- Zheng Qinwen → sostituita da  Tereza Martincová

## Partecipanti doppio

### Teste di serie
| Nazione     | Giocatrice               | Nazione     | Giocatrice         | Ranking* | Testa di serie |
| ----------- | ------------------------ | ----------- | ------------------ | -------- | -------------- |
| Rep. Ceca   | Barbora Krejčíková       | Rep. Ceca   | Kateřina Siniaková | 3        | 1              |
|             | Veronika Kudermetova     | Belgio      | Elise Mertens      | 7        | 2              |
| Stati Uniti | Coco Gauff               | Stati Uniti | Jessica Pegula     | 11       | 3              |
| Canada      | Gabriela Dabrowski       | Messico     | Giuliana Olmos     | 15       | 4              |
| Ucraina     | Ljudmyla Kičenok         | Lettonia    | Jeļena Ostapenko   | 19       | 5              |
| Stati Uniti | Nicole Melichar-Martinez | Australia   | Ellen Perez        | 28       | 6              |
| Stati Uniti | Desirae Krawczyk         | Paesi Bassi | Demi Schuurs       | 30       | 7              |
| Cina        | Xu Yifan                 | Cina        | Yang Zhaoxuan      | 37       | 8              |

* Ranking al 10 ottobre 2022.

### Altre partecipanti
Le seguenti coppie di giocatrici hanno ricevuto una wild card per il tabellone principale:
- Viktoryja Azaranka  /  Bethanie Mattek-Sands
- Fernanda Contreras Gómez  /  Camila Osorio
- Caroline Dolehide  /  Coco Vandeweghe

La seguente coppia di giocatrici è entrata in tabellone usando il ranking protetto:
- Storm Sanders /  Luisa Stefani

Le seguenti coppie di giocatrici sono entrate in tabellone come alternate:
- Elisabetta Cocciaretto /  Martina Trevisan
- Marta Kostjuk /  Tereza Martincová

### Ritiri
Prima del torneo
- Anna Bondár /  Kimberley Zimmermann → sostituite da  Nadiia Kičenok /  Kimberley Zimmermann
- Caroline Dolehide /  Coco Vandeweghe → sostituite da  Marta Kostjuk /  Tereza Martincová
- Asia Muhammad /  Zhang Shuai → sostituite da  Elisabetta Cocciaretto /  Martina Trevisan

## Campionesse

### Singolare
Jessica Pegula ha sconfitto in finale  Maria Sakkarī con il punteggio di 6-2, 6-3.
• È il secondo titolo in carriera per la Pegula, il primo dopo oltre tre anni e della stagione.

### Doppio
Storm Sanders /  Luisa Stefani hanno sconfitto in finale  Anna Danilina /  Beatriz Haddad Maia con il punteggio di 7-6(4), 6(2)-7, [10-8].